# Danh mục loài tuyệt chủng trong tự nhiên theo Sách đỏ IUCN (thực vật)
Tính đến tháng 7 năm 2016, Liên minh Bảo tồn Thiên nhiên Quốc tế (IUCN) đã liệt kê 37 loài tuyệt chủng trong tự nhiên thuộc giới thực vật Khoảng 0,17% trong số tất cả các loài thực vật đã được đánh giá nằm trong tình trạng tuyệt chủng trong tự nhiên. IUCN cũng liệt kê hai phân loài thực vật đã tuyệt chủng trong tự nhiên.
Đây là một danh sách đầy đủ về các loài và phân loài thực vật tuyệt chủng trong tự nhiên trong các loài được đánh giá bởi IUCN. Tất cả đều là thực vật có mạch (tracheophytes).

## Pteridophytes
- Diplazium laffanianum, dương xỉ Governor Laffan

## Thực vật hạt trần
- Encephalartos brevifoliolatus, Escarpment cycad
- Encephalartos nubimontanus, Blue cycad
- Encephalartos relictus
- Encephalartos woodii, Wood's cycad

## Dicotyledons
Loài
- Betula szaferi
- Brugmansia arborea
- Brugmansia aurea
- Brugmansia insignis
- Brugmansia sanguinea
- Brugmansia suaveolens
- Brugmansia versicolor
- Brugmansia vulcanicola
- Clermontia pelean, Pele clermontia
- Cyanea pinnatifida
- Cyanea superba, Superb cyanea
- Cyanea truncata, Punaluu cyanea
- Cyrtandra waiolani, Fuzzyflower cyrtandra
- Erythroxylum echinodendron
- Euphorbia mayurnathanii
- Franklinia alatamaha, Franklin tree
- Kokia cookei, Cooke's kokio
- Lachanodes arborea, She cabbage tree
- Lysimachia minoricensis
- Mangifera casturi, Kalimantan mango
- Mangifera rubropetala
- Nymphaea thermarum
- Rhododendron kanehirai
- Senecio leucopeplus
- Sophora toromiro, Toromiro
- Terminalia acuminata
- Trochetiopsis erythroxylon, St Helena redwood

### Phân loài
- Clermontia peleana subsp. peleana
- Cyanea superba subsp. superba

## Monocotyledons
- Bromus bromoideus
- Bromus interruptus
- Corypha taliera
- Cryosophila williamsii, cọ Lago Yojoa